# Torre Nabemba
A Torre Nabemba, também conhecida como Torre Elf, é um arranha-céu de escritórios em Brazavile, República do Congo, localizado em frente ao rio Congo, no sul da cidade. Com 106 metros e 30 andares, é o edifício mais alto da República do Congo. Foi nomeada em homenagem ao Monte Nabemba, a montanha mais alta do país. A torre foi construída com fundos emprestados da companhia petrolífera francesa Elf Aquitaine.
A torre foi projetada por Jean Marie Legrand durante um plano quinquenal do governo e foi construída entre 1983 e 1986. Vários ministérios e escritórios de organizações de caridade estão sediados na torre, como a Iniciativa Africana de Desenvolvimento de Autoajuda, a Nova Parceria para o Desenvolvimento Africano e a UNESCO. A Torre Nabemba foi inaugurada pelo Presidente Denis Sassou Nguesso em 3 de fevereiro de 1990.

## Críticas
A Torre Nabemba foi severamente danificada em 1997 durante a Guerra Civil da República do Congo. Quando o Presidente Sassou Nguesso voltou ao poder, no entanto, o edifício foi reconstruído ao custo de £16.000.000, mais do que todo o custo inicial de construção. A Elf Aquitaine financiou a reforma do edifício, coordenada por uma start-up congolesa liderada por dois irmãos franceses sem qualquer qualificação em administração, construção civil, engenharia civil ou conhecimentos de arquitetura.
A cada ano, apenas a manutenção da torre custa o equivalente a £3.000.000, um custo significativo para o que ainda é um país relativamente pobre. O arquiteto local Norbert Mbila descreve a Torre Nabemba como "um edifício simbólico, construído puramente por prestígio. Não é necessário nem útil, pois gasta muito com custos de manutenção".